# Bojná
Bojná (ungarisch Nyitrabajna – bis 1877 Bajna) ist eine Gemeinde in der Slowakei.
Zum 1424 erstmals schriftlich erwähnten Ort gehört der 1967 eingemeindete Ort Malé Dvorany (deutsch Kleindoworan, ungarisch Kisudvar).

## Bevölkerung
| Jahr                | 1994 | 2004    | 2014    | 2024    |
| ------------------- | ---- | ------- | ------- | ------- |
| Anzahl der Personen | 2064 | 1933    | 2033    | 1957    |
| Unterschied         |      | −6,34 % | +5,17 % | −3,73 % |

| Jahr                | 2023 | 2024    |
| ------------------- | ---- | ------- |
| Anzahl der Personen | 1967 | 1957    |
| Unterschied         |      | −0,50 % |

## Kultur
In Bojná befindet sich eine alte Glocke, die neben der Bronzeglocke des Vatikanmuseums aus dem achten oder neunten Jahrhundert zu den ältesten Glocken Europas zählt. Die nur etwa 20 cm große Glocke fand man 1997 in der Burgmauer der Wallburg.